# Kyrian Nwabueze
Kyrian Nwabueze (11 dicembre 1992) è un calciatore statunitense con cittadinanza nigeriana, attaccante svincolato.

## Carriera
Il 1º luglio 2019 viene acquistato a titolo definitivo dalla squadra albanese del Laçi.

## Statistiche

### Presenze e reti nei club
Statistiche aggiornate al 10 gennaio 2022.
| Stagione        | Squadra          | Campionato      | Campionato | Campionato | Coppe nazionali | Coppe nazionali | Coppe nazionali | Coppe continentali | Coppe continentali | Coppe continentali | Altre coppe | Altre coppe | Altre coppe | Totale | Totale |
| Stagione        | Squadra          | Comp            | Pres       | Reti       | Comp            | Pres            | Reti            | Comp               | Pres               | Reti               | Comp        | Pres        | Reti        | Pres   | Reti   |
| --------------- | ---------------- | --------------- | ---------- | ---------- | --------------- | --------------- | --------------- | ------------------ | ------------------ | ------------------ | ----------- | ----------- | ----------- | ------ | ------ |
| feb.-apr. 2014  | Banants          | BC              | 4          | 0          | CA              | 1               | 0               |                    | -                  | -                  |             | -           | -           | 5      | 0      |
| 2015            | Tulsa Roughnecks | USL             | 23         | 5          | USOC            | 1               | 0               |                    | -                  | -                  |             | -           | -           | 24     | 5      |
| feb.-mag. 2016  | Ararat           | BC              | 11         | 1          |                 | -               | -               |                    | -                  | -                  |             | -           | -           | 11     | 1      |
| lug.-ott. 2016  | Ararat           | BC              | 6          | 2          | CA              | 1               | 0               |                    | -                  | -                  |             | -           | -           | 7      | 2      |
| Totale Ararat   | Totale Ararat    | Totale Ararat   | 17         | 3          |                 | 1               | 0               |                    | -                  | -                  |             | -           | -           | 18     | 3      |
| feb.-lug. 2017  | Širak            | BC              | 10         | 1          | CA              | 2               | 2               |                    | -                  | -                  |             | -           | -           | 12     | 3      |
| lug.-set. 2017  | Širak            | BC              | 0          | 0          | CA              | 0               | 0               | UEL                | 2                  | 0                  |             | -           | -           | 2      | 0      |
| Totale Širak    | Totale Širak     | Totale Širak    | 10         | 1          |                 | 2               | 2               |                    | 2                  | 0                  |             | -           | -           | 14     | 3      |
| set. 2017-2018  | Gorica           | 1.SNL           | 9          | 5          | CS              | 1               | 0               |                    | -                  | -                  |             | -           | -           | 10     | 5      |
| 2018-gen. 2019  | Pobeda           | 1L              | 14         | 6          | CM              | 1               | 0               |                    | -                  | -                  |             | -           | -           | 14     | 6      |
| gen.-lug. 2019  | Drita            | SL              | 12         | 7          | CK              | 1               | 0               |                    | -                  | -                  |             | -           | -           | 13     | 7      |
| 2019-2020       | Laçi             | KS              | 31         | 24         | CA              | 2               | 1               | UEL                | 2                  | 1                  |             | -           | -           | 35     | 26     |
| 2020-2021       | Laçi             | KS              | 15         | 7          | CA              | 3               | 4               | UEL                | 2                  | 1                  |             | -           | -           | 19     | 12     |
| Totale Laçi     | Totale Laçi      | Totale Laçi     | 46         | 31         |                 | 5               | 5               |                    | 4                  | 2                  |             | -           | -           | 55     | 38     |
| lug.-set. 2021  | Kuala Lumpur     | LS              | 1          | 0          | CM              | ?               | ?               |                    | -                  | -                  |             | -           | -           | 1      | 0      |
| Totale carriera | Totale carriera  | Totale carriera | 124        | 51         |                 | 13              | 7               |                    | 6                  | 2                  |             | -           | -           | 143    | 60     |

## Palmarès

### Club

#### Competizioni nazionali
- Coppa d'Armenia: 1

Širak: 2016-2017
- Coppa della Malaysia: 1

Kuala Lumpur: 2021

### Individuale
- Capocannoniere della Coppa d'Armenia: 1

2016-2017 (2 reti)
- Capocannoniere del campionato albanese: 1

2019-2020 (24 reti)